# Funktor
Funktor – pojęcie z zakresu teorii kategorii semantycznych oznaczające wyrażenie, które nie jest nazwą ani zdaniem, służące do konstrukcji wyrażeń bardziej złożonych – nazw, zdań lub bardziej złożonych funktorów. Wyrażenie, wraz z którym dany funktor tworzy wyrażenie bardziej złożone, to argument funktora.
Podział wyrażeń na funktory, nazwy i zdania należy odróżnić od podziału na zdania, nazwy, predykaty i stałe logiczne, wśród których wyróżnia się operatory i spójniki. Spośród elementów drugiego podziału do funktorów należą spójniki i predykaty.
Termin „funktor” jako oznaczający jedną z trzech kategorii semantycznych przyjął się głównie w piśmiennictwie polskim za sprawą Tadeusza Kotarbińskiego i Stanisława Leśniewskiego, a także w piśmiennictwie obcym nawiązującym do polskiego, np. w pracach Bar-Hillela. W piśmiennictwie anglojęzycznym termin functor oznacza przede wszystkim funktory nazwotwórcze od argumentów nazwowych (name-forming functors).

## Klasyfikacja funktorów
Ze względu na kategorię semantyczną wyrażenia utworzonego za pomocą danego funktora, wyróżnia się funktory zdaniotwórcze – tworzące zdania, funktory nazwotwórcze – tworzące nazwy, funktory funktorotwórcze – tworzące funktory.
Ze względu na liczbę argumentów, z którymi dany funktor tworzy nowe wyrażenie, wyróżnia się funktory jednoargumentowe, dwuargumentowe, trójargumentowe itd.
Ze względu na kategorię semantyczną argumentów, z którymi dany funktor tworzy nowe wyrażenie, wyróżnia się funktory jednorodne – takie, dla których wszystkie argumenty mają jednakową kategorię semantyczną, i wielorodne – takie, dla których co najmniej dwa argumenty mają różne kategorie semantyczne. Wśród funktorów jednorodnych wyróżnia się funktory od argumentów nazwowych, funktory od argumentów zdaniowych i funktory od argumentów funktorowych.
Pełne scharakteryzowanie funktora wymaga więc podania kategorii wyrażenia tworzonej za pomocą tego funktora, jego ilości argumentów i kategorii tych argumentów. Przedstawia się ją według schematu "funktor x-twórczy od y argumentów z-owych" dla funktorów jednorodnych i "funktor x-twórczy dla y1 argumentów z1-owych, y2 argumentów z2-owych itd."

## Subkategorie funktorów
- Predykat – funktor zdaniotwórczy od y argumentów nazwowych, np. „Jugosławia rozpadła się”, „Tomek lubi Basię”, „Piotrek woli pomarańcze niż mandarynki”.
- Konektyw (spójnik) – funktor zdaniotwórczy od y argumentów zdaniowych, np. „Nieprawda, że Kopernik był Niemką”, „Platon był uczniem Sokratesa i nauczycielem Arystotelesa”.
- Kwalifikator – funktor nazwotwórczy od y argumentów nazwowych, np. „podstęp Krzyżaków”, „Rozważna i romantyczna”.
- Reifikator – funktor nazwotwórczy od y argumentów zdaniowych, np. „To, że Kraków leży nad Wisłą”.
- Superfunktor – funktor funktorotwórczy od y argumentów funktorowych, np. „Ksantypa dużo mówi”.

Ponadto wyróżnia się pewne szczególne rodzaje funktorów:
- Kwantyfikator – funktor przekształcający zdanie otwarte w zamknięte, np. „Każdy x śpi”.
- Deskryptor (operator iota i eta) – funktor przekształcający zdania otwarte w nazwy zamknięte, np. „Ten x, który śpi”.
- Abstraktor (operator abstrakcji) – funktor, który tak jak deskryptor przekształca zdania otwarte w nazwy zamknięte, przy czym nazwy te oznaczają zbiór, do którego należy każdy przedmiot, do którego ta nazwa się odnosi, np. „ogół x, którzy śpią”.